# Сум'яття
«Сум'яття» — радянський художній телефільм 1970 року, знятий на кіностудії «Білорусьфільм».

## Сюжет
Дія фільму відбувається наприкінці 1870-х років. Молодий народоволець Володимир Мурін ховається від переслідування жандармів в старовинному відокремленому маєтку Прозорова. Тут він полюбив хазяйську дочку Катю. Далека від політичної боротьби провінційна дівчина, з часом вирішує розділити свою долю з нелегкою долею коханого…

## У ролях
- Роман Громадський — Володимир Мурін, побіжний народоволець
- Неллі Пшенна — Катя Прозорова
- Станіслав Ландграф — Павло Олександрович Крутиков, чиновник залізничного відомства
- Ніна Алісова — мати Каті
- Олександра Зиміна — прислуга, няня
- Володимир Лосєв — бурлак
- Здіслав Стомма — філер
- Ірина Кузьміна — епізод
- Володимир Кудревич — Іван Іванович, жандарм
- Геннадій Овсянников — Данило, кучер
- Вацлав Дворжецький — народоволець

## Знімальна група
- Режисер — Андрій Булинський
- Сценарист — Леонід Рутицький
- Оператор — Дмитро Зайцев
- Художник — Євген Ігнатьєв